# روبرت بورغ
روبرت بورغ (بالإنجليزية: Robert Borg) هو فارس سباق وضابط أمريكي، ولد في 27 مايو 1913 في مانيلا في الفلبين، وتوفي في 5 أبريل 2005 في ميشيغان في الولايات المتحدة.

## وصلات خارجية
- روبرت بورغ على موقع أوليمبيديا (الإنجليزية)